# Lamberto Donati
Lamberto Donati (* 8. Juli 1890 in Rom; † 16. Juli 1982 ebenda) war ein italienischer Buchwissenschaftler und Bibliothekar.
Donati trat nach dem Studium in den Dienst der Vatikanischen Bibliothek, wo er seit 1921 als Kurator der Sammlung Alter Drucke wirkte. Zudem war er als Dozent an der Vatikanischen Bibliotheksschule tätig. Donati hat als Buchwissenschaftler zahlreiche Publikationen zur Geschichte des Buches vor allem im 15. und 16. Jahrhundert vorgelegt mit Schwerpunkt auf der Buchillustration. Zu seinen wichtigsten Werken zählt eine Bibliographie der Miniatur (Bibliografia della miniatura), welche 1972 in zwei Bänden vom Verlag Olschki in Florenz publiziert wurde. Zahlreiche Beiträge verfasste er für international renommierte Zeitschriften wie La Bibliofilia und das Gutenberg-Jahrbuch.